# Andrásfa, Vas
Andrásfa  este un sat în districtul Vasvár, județul Vas, Ungaria, având o populație de 277 de locuitori (2011). 

## Demografie
Componența etnică a satului Andrásfa
     Maghiari (98,51%)
     Germani (1,49%)
Componența confesională a satului Andrásfa
     Romano-catolici (79,06%)
     Fără religie (6,14%)
     Reformați (1,08%)
     Luterani (1,08%)
     Necunoscută (12,64%)
Conform recensământului din 2011, satul Andrásfa avea 277 de locuitori. Din punct de vedere etnic, majoritatea locuitorilor (98,51%) erau maghiari, cu o minoritate de germani (1,49%).  Din punct de vedere confesional, majoritatea locuitorilor (79,06%) erau romano-catolici, existând și minorități de persoane fără religie (6,14%), luterani (1,08%) și reformați (1,08%). Pentru 12,64% din locuitori nu este cunoscută apartenența confesională.